# 龙头山镇 (鲁甸县)
龙头山镇，是中华人民共和国云南省昭通市鲁甸县下辖的一个镇。

## 行政区划
龙头山镇下辖以下地区：
龙泉村、沿河村、沙坝村、光明村、营盘村、八宝村、龙井村、翠屏村、新民村、银屏村和西屏村。